# Electrometanogénesis
La electrometanogénesis es una forma de producción de electrocombustibles donde el metano se produce por conversión biológica directa de corriente eléctrica y dióxido de carbono .
Las tecnologías de producción de metano suscitaron el interés de la comunidad científica antes del año 2000, pero la electrometanogénesis no se convirtió en un área de interés significativo hasta 2008. Las publicaciones sobre metanización catalítica han aumentado de 44 a más de 130 desde 2008. La electrometanogénesis ha atraído más investigación debido a sus aplicaciones propuestas. La producción de metano a partir de corriente eléctrica puede proporcionar un enfoque para el almacenamiento de energía renovable. La corriente eléctrica producida a partir de fuentes de energía renovables puede, mediante la electrometanogénesis, convertirse en metano, que a su vez puede utilizarse como biocombustible. También puede ser un método útil para la captura de dióxido de carbono que puede utilizarse para la purificación del aire.
En la naturaleza, la formación de metano se produce de forma biótica y abiótica. El metano abiógeno se produce a menor escala y las reacciones químicas requeridas no necesitan materiales orgánicos. El metano biogénico se produce en entornos naturales anaeróbicos en los que el metano se forma como resultado de la descomposición de materiales orgánicos por microbios o microorganismos. Los investigadores han descubierto que el proceso de producción de metano biogénico puede reproducirse en un entorno de laboratorio mediante la electrometanogénesis. La reducción de CO2 en la electrometanogénesis se facilita mediante una corriente eléctrica en un biocátodo de una célula de electrólisis microbiana (MEC por sus siglas en inglés) y con la ayuda de microbios y electrones (Ecuación 1) o hidrógeno producido abióticamente (Ecuación 2).
(1) CO2 + 8H+ + 8e− ↔ CH4 + 2H2O
(2) CO2 + 4H2 ↔ CH4 + 2H2O

## Biocátodo
Un biocátodo es un cátodo utilizado en una célula de electrólisis microbiana durante la electrometanogénesis que utiliza microorganismos para catalizar el proceso de aceptación de electrones y protones del ánodo. Un biocátodo suele estar hecho de un material barato, como carbono o grafito, al igual que el ánodo de la MEC. La población de microbios que se coloca en el biocátodo debe ser capaz de captar electrones del material del electrodo (carbono o grafito) y convertir esos electrones en hidrógeno.

## Mecanismo

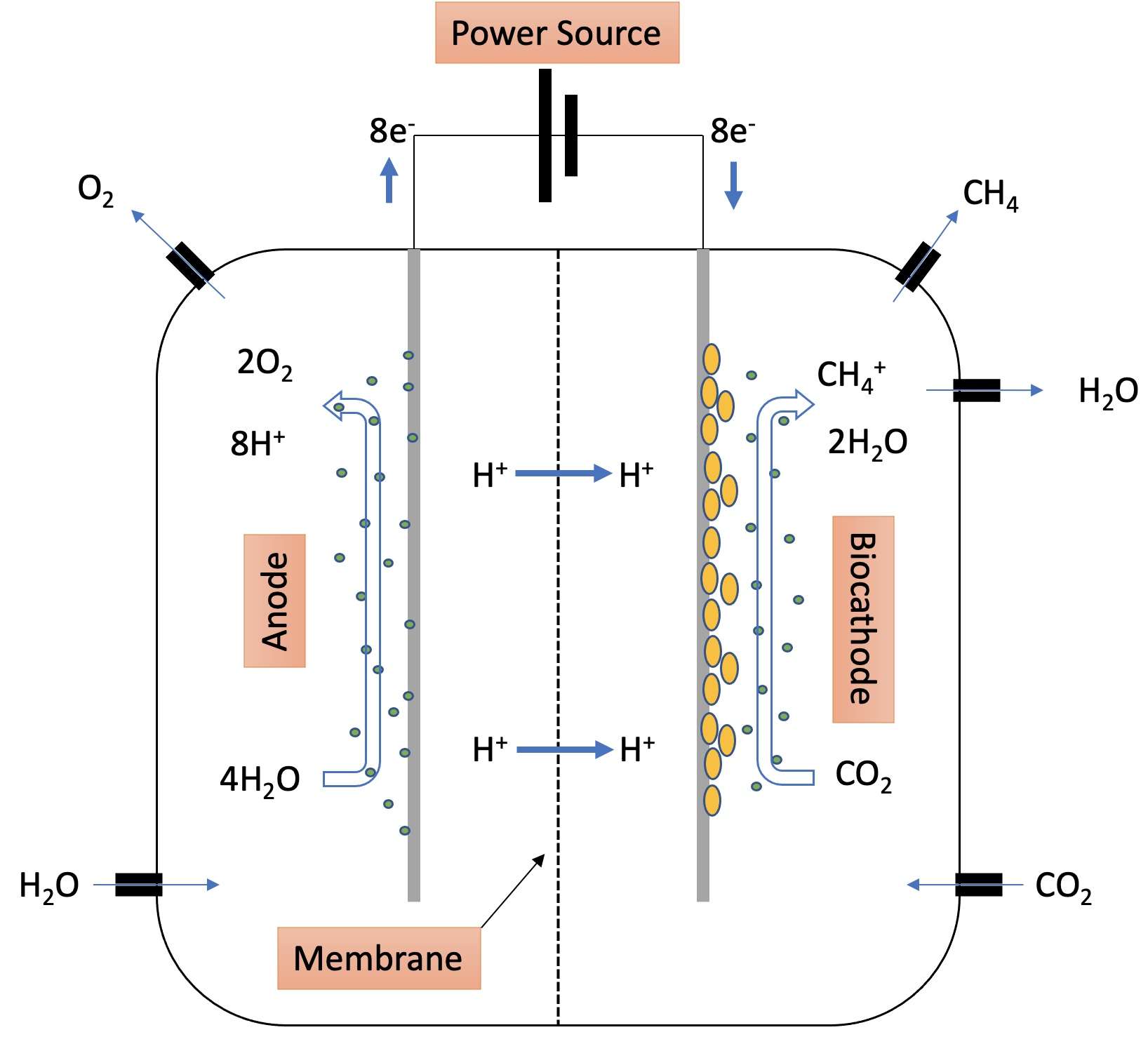
Figura 1: Ejemplo de un sistema de producción de metano de dos cámaras donde tiene lugar la electrometanogénesis.

El mecanismo de la electrometanogénesis se esboza en la Figura 1. El agua se introduce en el sistema con el ánodo, el biocátodo y los microbios. En el ánodo, los microbios atraen las moléculas de H2O, que se oxidan tras el encendido de una corriente eléctrica procedente de la fuente de energía. El oxígeno se libera por el lado del ánodo. Los protones y electrones oxidados del H2O se desplazan a través de la membrana, donde entran en el material que constituye el biocátodo. El nuevo microbio del biocátodo tiene la capacidad de transferir los nuevos electrones del material del biocátodo y convertirlos en protones. Estos protones se utilizan en la principal vía que impulsa la producción de metano en la electrometanogénesis: la reducción del CO2. El CO2 se introduce en el lado del biocátodo del sistema, donde es reducido por los protones producidos por los microorganismos para producir H2O y metano (CH4+). El metano producido puede liberarse del lado del biocátodo y almacenarse.

## Limitaciones
Una limitación es la pérdida de energía en los sistemas bioelectroquímicos productores de metano. Esto ocurre como resultado de los sobrepotenciales que se producen en el ánodo, la membrana y el biocátodo. La pérdida de energía reduce significativamente la eficiencia. Otra limitación es el biocátodo. Dado que el biocátodo es tan importante en el intercambio de electrones y la formación de metano, su composición puede tener un efecto dramático en la eficiencia de la reacción. Se están realizando esfuerzos para mejorar los biocátodos utilizados en la electrometanogénesis mediante la combinación de materiales nuevos y existentes, la remodelación de los materiales o la aplicación de diferentes "pretratamientos" a la superficie del biocátodo, aumentando así la biocompatibilidad.